# Pyrénées-Orientales
Pyrénées-Orientales ( fransk udtale ?) er et fransk departement i regionen Languedoc-Roussillon i Sydfrankrig. Departementet grænser mod øst til Middelhavet og mod syd til Spanien og udgør stort set den franske del af Catalonien.
Hovedbyen og eneste større by er Perpignan. Departementet har 463.658 indbyggere (2010).
Departementet består af de historiske områder Roussillon, Haute Cerdagne, Conflent, Vallespir, Capcir og Fenouillèdes. Sidstnævnte hører kulturelt til Languedoc med occitansk, som det oprindelige sprog. De øvrige er catalanske. 

## Administration
Der er 3 arrondissementer, 17 kantoner og 226 kommuner i Pyrénées-Orientales.
- Arrondissement Céret med 5 kantoner, subpræfektur i Céret:
  - Argelès-sur-Mer (kanton)
  - Arles-sur-Tech (kanton)
  - Céret (kanton)
  - Côte Vermeille (kanton)
  - Prats-de-Mollo-la-Preste (kanton)

- Arrondissement Perpignan med 20 kantoner, præfektur i Perpignan:
  - Canet-en-Roussillon (kanton)
  - La Côte Radieuse (kanton)
  - Elne (kanton)
  - Latour-de-France (kanton)
  - Millas (kanton)
  - Perpignan er opdelt i kantoner nummereret 1-9: Perpignan-1, Perpignan-2, Perpignan-3, Perpignan-4, Perpignan-5, Perpignan-6, Perpignan-7, Perpignan-8 og Perpignan-9
  - Rivesaltes (kanton)
  - Saint-Estève (kanton)
  - Saint-Laurent-de-la-Salanque (kanton)
  - Saint-Paul-de-Fenouillet (kanton)
  - Thuir (kanton)
  - Toulouges (kanton)

- Arrondissement Prades med 6 kantoner, subpræfektur i Prades:
  - Mont-Louis (kanton)
  - Olette (kanton)
  - Prades (kanton)
  - Saillagouse (kanton)
  - Sournia (kanton)
  - Vinça (kanton)

## Geografi
Departementet domineres af bjergkæden Pyrenæerne. Det højeste bjerg er Pic Carlit (2.921 m). Det mest kendte er dog Canigou (2.785 m). Hvor Pyrenæerne når Middelhavet kaldes den klippefyldte kyststrækning Côte Vermeille. 3 floder Agly, Têt og Tech gennemløber Pyrénées-Orientales fra vest til øst. De løber alle ud i Roussillons store sletteområde i øst, som kun dækker 30% af departementet, men omfatter størstedelen af befolkningen og landbrugsproduktionen.

## Klima
Pyrénées-Orientales har et typisk middelhavsklima med milde vintre (der falder sjældent sne i de lavere liggende områder) og varme somre. Vinden spiller en stor rolle, især den tørre og til tider meget kraftige tramontane som blæser fra nordvest og kan opnå vindhastigheder på over 100 km/t.
- Solskinsdage: 300 dage om året i gennemsnit
- Regnvejrsdage: 60

## Historie
Pyrénées-Orientales blev oprettet 6. marts 1790 under den franske revolution, da hele Frankrig blev inddelt i departementer, som erstatning for de gamle provinser. Pyrénées-Orientales kom til at omfatte provinsen Roussillon samt landskabet Fenouillèdes, der tidligere var en del af provinsen Languedoc.
I 1793 var departementet skueplads for Pyrenæerkrigen. Det revolutionære Frankrig havde 7. marts erklæret Spanien krig og den 17. april overskred spanske tropper grænsen ved Vallespir. Spanierne erobrede flere byer i den sydlige del af departementet, men blev fra april 1794 presset tilbage over grænsen. Fort de Bellegarde ved Le Perthus blev dog først generobret 7. september.
Den 1. januar 1846 stiftedes avisen "L'indépendant des Pyrénées-Orientales" af en gruppe republikanske borgere, som ønskede at støtte den lokale kandidat François Aragos forsøg på at blive valgt til Frankrigs lovgivende forsamling. Avisen lukkede igen i 1848, men en ny avis med samme navn blev startet 16. september 1868. Herefter blev den udgivet indtil 1944, hvor den blev lukket under den tyske besættelse. Efter krigen startede avisen op igen i 1950 under navnet "le journal l'indépendant".
I 1858 blev Perpignan og Narbonne forbundet med jernbane. I 1878 blev banen forlænget helt til den spanske grænse. Den første bane ind i landet, fra Perpignan til Ille-sur-Têt, åbnede i 1868. Den blev senere forlænget til Bouleternère i 1870, Prades i 1877 og Villefranche-de-Conflent i 1895.
Efter general Francos sejr i den spanske borgerkrig flygtede de tabende republikanere i stort tal til Frankrig. Fra februar 1939 krydsede op mod 500.000 grænsen til Pyrénées-Orientales ved grænseovergangene ved Prats-de-Mollo, Le Perthus og Cerbère. De mange flygtninge blev interneret under kummerlige forhold i lejre. De vigtigste lå ved Argelès-sur-Mer, Le Barcarès og Saint-Cyprien. I starten af 2. verdenskrig blev lejrene brugt til at internere udlændinge fra fjendtligtstillede lande. Dvs. tyskere og østrigere men f.eks. også romaer.
Da Algeriet efter en længere uafhængighedskrig blev selvstændig i 1962 startede det en uventet masseudvandring af fransksindede fra Algeriet, de såkaldte pied-noirs (sortfødder). I løbet af 1962 ankom næsten 30.000 pied-noirs med skib til Port-Vendres. De, der ikke rejste videre, bosatte sig især i Perpignan og i mindre grad i Port-Vendres.

## Økonomi
Departementets økonomi har traditionelt været baseret på landbrug, domineret af frugtplantager (især fersken, abrikos og kirsebær), frilandsgartnerier (salat og artiskok) og vin. Pyrénées-Orientales har en stor produktion af dessertvine (VDN, vins doux naturels) med fire kendte appellationer : Banyuls, Maury, Rivesaltes og Muscat de Rivesaltes foruden Byrrh fra Thuir. Der produceres også andre vine med appellationer, især rødvine, hvoraf Collioure er den mest kendte.
Dyrehold har været på retur i årtier, men især kvægproduktion synes at være på vej frem igen med kalvekødet Rosée des Pyrénées.
Økologisk landbrug er relativt udbredt og 10% af landbrugsjorden dyrkes økologisk.
I dag er det mindre end 8.000 (uden sæsonarbejdere), som lever af landbrug. Industrien er også begrænset og størstedelen af arbejdsstyrken er beskæftiget i den tertiære sektor (administration, service, distribution og turisme). Arbejdsløsheden er høj, over 15%.
I 2006 var beskæftigelsen fordelt således:
- Landbrug: 7.302
- Industri: 10.960
- Byggeri : 12.418
- Tertiære sektor: 114.005

## Demografi
Departementet har 463.658 indbyggere. Heraf bor mere end en fjerdedel i byen Perpignan (mere end en tredjedel hvis forstæder medregnes). Det er den eneste vigtige by og kun byerne Canet-en-Roussillon, Saint-Estève, Saint-Cyprien og Argelès-sur-Mer har mere end 10.000 indbyggere.
Arrondissementet Perpignan, med 323.878 indbyggere, er klart det største. De andre to, Céret og Prades, har henholdsvis 70.734 indbyggere og 42.545 indbyggere.

De 15 største byer:
- Perpignan :                  120.130 indbyggere (2010)
- Canet-en-Roussillon :         12.908 indbyggere (2010)
- Saint-Estève :                12.658 indbyggere (2010)
- Saint-Cyprien :       11.145 indbyggere (2010)
- Argelès-sur-Mer :              10.563 indbyggere (2010)
- Rivesaltes :                   8.943 indbyggere (2010)
- Saint-Laurent-de-la-Salanque : 8.652 indbyggere (2010)
- Cabestany :                    8.416 indbyggere (2010)
- Céret :                        9.003 indbyggere (2010)
- Prades :                       7.568 indbyggere (2010)
- Thuir :                        7.415 indbyggere (2010)
- Pia :                          7.301 indbyggere (2010)
- Elne :                         7.230 indbyggere (2010)
- Bompas :                       6.985 indbyggere (2010)
- Le Soler :                     6.685 indbyggere (2007)
- Toulouges :                    6.002 indbyggere (2010)

De 15 største byer i 1962:
- Perpignan :                   83.025 indbyggere
- Rivesaltes :                   5.910 indbyggere
- Elne :                         5.744 indbyggere
- Prades :                       5.676 indbyggere
- Céret :                        5.421 indbyggere
- Ille-sur-Têt :                 5.074 indbyggere
- Port-Vendres :                 4.504 indbyggere
- Banyuls-sur-Mer :              4.271 indbyggere
- Thuir :                        3.717 indbyggere
- Argelès-sur-Mer :              3.659 indbyggere
- Saint-Laurent-de-la-Salanque : 3.300 indbyggere
- Amélie-les-Bains-Palalda :     2.964 indbyggere
- Collioure :                    2.652 indbyggere
- Canet-en-Roussillon :          2.646 indbyggere
- Arles-sur-Tech :               2.604 indbyggere

Aldersfordeling
Aldersfordelingen viser at der er relativt mange ældre fra 60 år og op (29% mod 21,3% for hele Frankrig).
Denne aldersfordeling betyder, at der er flere dødsfald end fødsler. Når befolkningstallet alligevel stiger skyldes det, at der gennem årtier har været en nettoindvandring. Departementet tiltrækker især mange pensionister på grund af det behagelige klima.. 

Befolkningsudvikling i departementet:
- 1954 : 230.285 indbyggere
- 1975 : 299.506 indbyggere
- 1982 : 334.557 indbyggere
- 1990 : 363.796 indbyggere
- 1999 : 392.803 indbyggere
- 2005 : 426.000 indbyggere
- 2007 : 437.157 indbyggere
- 2010 : 463.658 indbyggere